# Список умерших в 1024 году
В этой статье представлен список известных людей, умерших в 1024 году.
См. также: Категория:Умершие в 1024 году

## Март
- 27 марта — Хугберт[нем.] — епископ Мейсена (1023—1024)

## Апрель

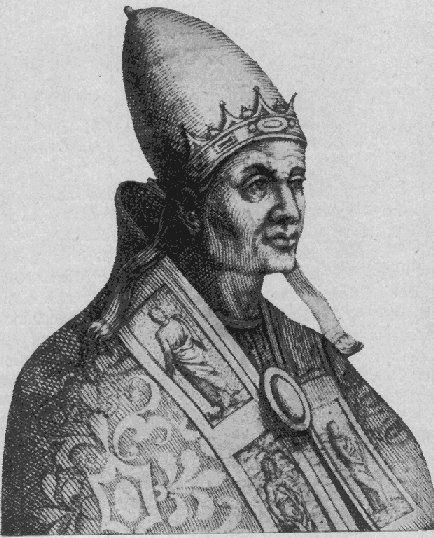
Бенедикт VIII

- 9 апреля — Бенедикт VIII — папа римский с 1012 года.

## Июль

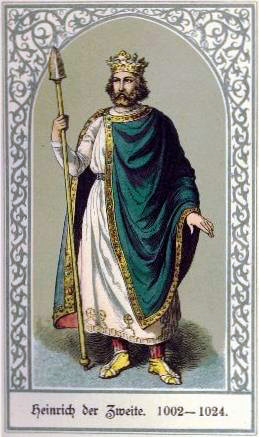
Генрих II Святой

- 13 июля — Генрих II Святой — герцог Баварии (как Генрих IV) (995—1004, 1009—1017), король Германии с 1002 года, император Священной Римской Империи с 1014 года

## Дата неизвестна или требует уточнения
- Абд ар-Рахман V — халиф Кордовского халифата (1023—1024), убит.
- Альберт из Меца — средневековый бенедиктинский хронист из монастыря святого Симфориана в Меце.
- Вало[нем.] — аббат Корвея (1011—1016)
- Сенекерим Арцруни — последний царь Васпуракана (1003—1021), первый царь армянской Киликии (с 1022) (по другим источникам, умер в 1026/1027 году.)
- Ас-Сиджизи — персидский математик и астроном.
- Султан ад-Даула Абу Шуджа ибн Фируз[англ.] — буидский амир Ирака (1012—1021)
- Эйрик, сын Хакона Могучего — правитель Норвегии (1000—1014)